# 가락중학교 (부산)
가락중학교(駕洛中學校)는 대한민국 부산광역시 강서구 강동동에 있는 공립 중학교이다.

## 학교 연혁
- 1947년 9월 1일 : 가락고등공민학교 설립
- 1953년 4월 6일 : 도립 가락중학교(6학급)로 개편 개교
- 1953년 7월 1일 : 제1대 엄순섭 교장 부임
- 1984년 2월 22일 : 교사 이전(강서구 가락대로 1405)
- 2009년 10월 8일 : 가락중 재건축 교사(校舍) 입교식
- 2022년 3월 1일 : 가락중학교 폐교
- 2023년 10월 4일 : 학교 이전 신축 공사 착공(강서구 에코델타2로 24)
- 2025년 3월 1일 : 가락중학교 재개교(완성 31학급, 개교 11학급)
- 2025년 3월 1일 : 이영옥 교장 취임
- 2025년 3월 4일 : 2025학년도 입학식(5학급 남 30명, 여 35명 총 65명)

## 참고 자료
- 가락중학교 - 한국교육학술정보원 학교알리미